# 赫格斯卡弗爾皮根峰
72°39′S 3°45′W / 72.650°S 3.750°W
赫格斯卡弗爾皮根峰是南極洲的山峰，位於東部南極洲的毛德皇后地，屬於博格地塊的一部分，處於赫格斯卡弗倫山的西部，現時受南極條約體系管理。